# Saxifraga caesia
La saxífraga gris azulada o Saxifraga caesia es una especie de planta  perteneciente a la familia Saxifragaceae. 

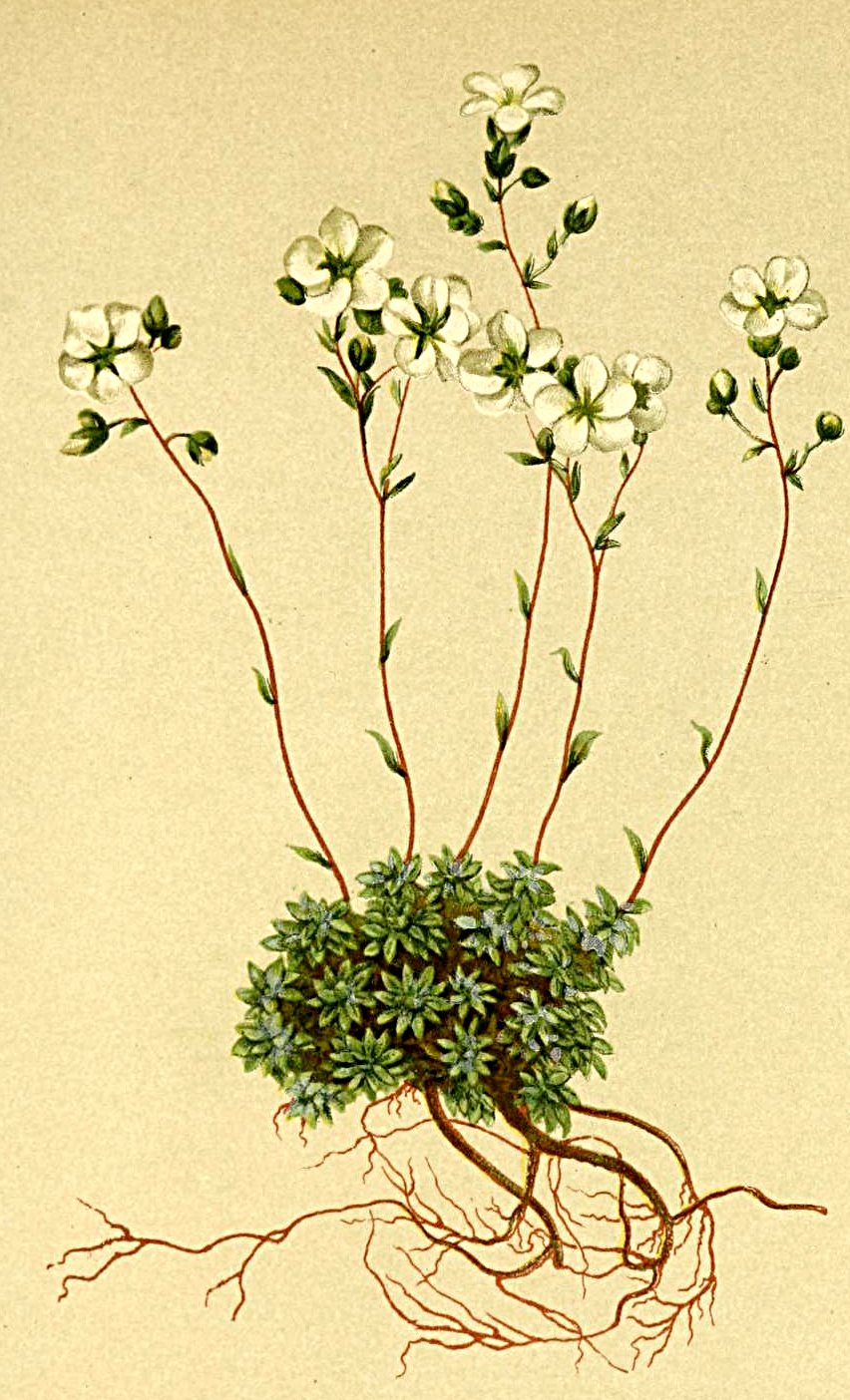
Ilustración

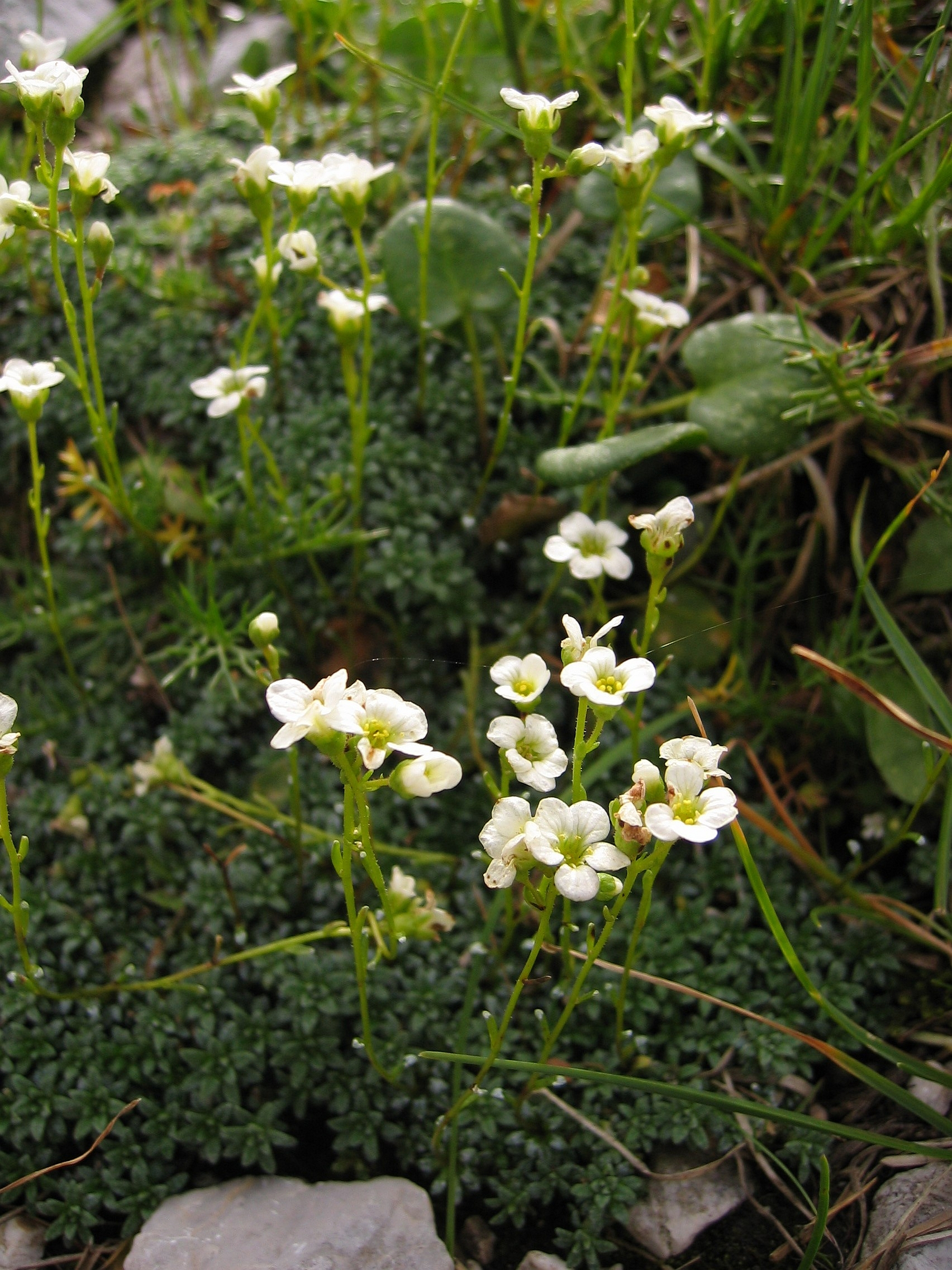
En su hábitat

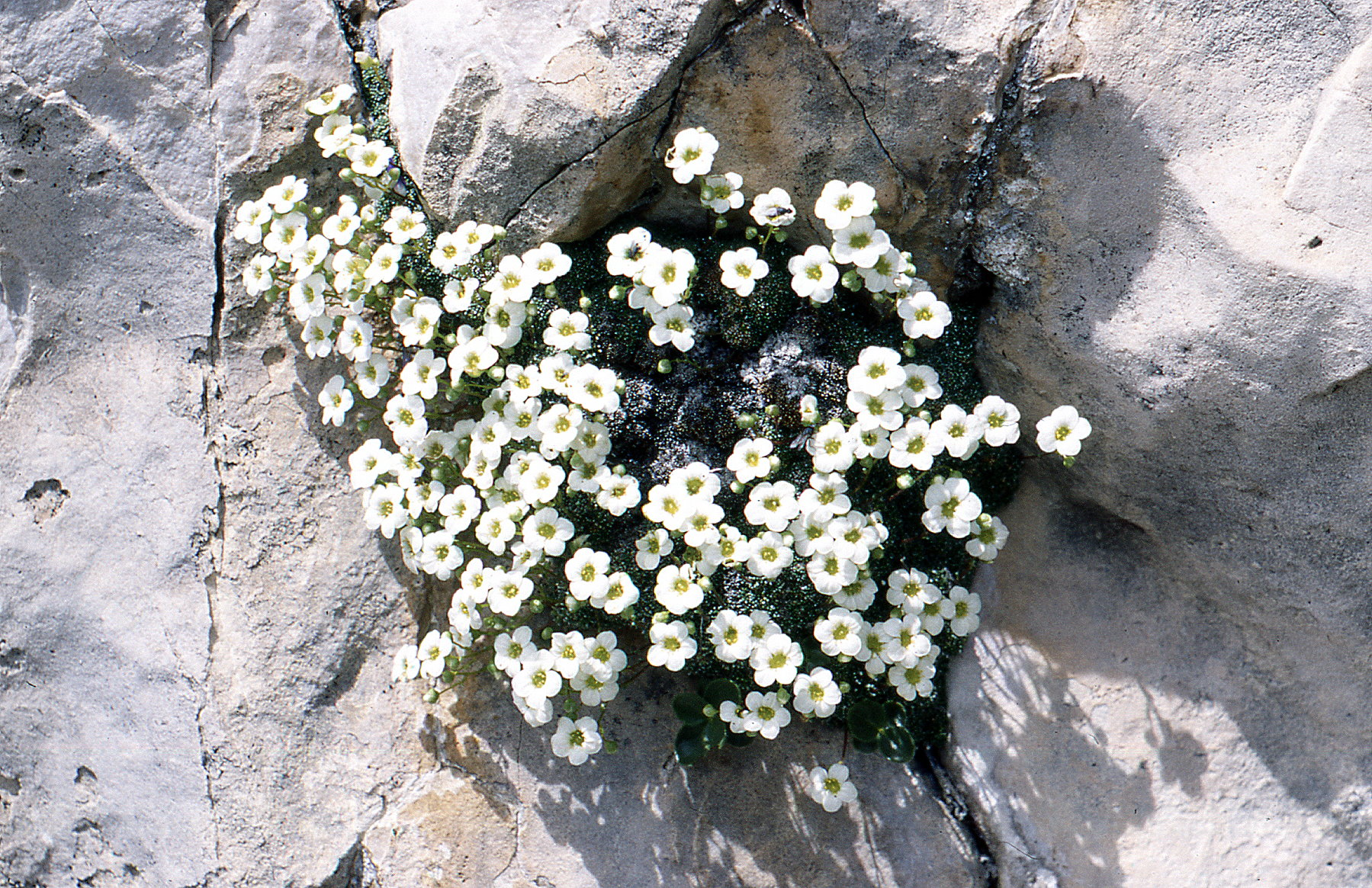
Vista de la planta

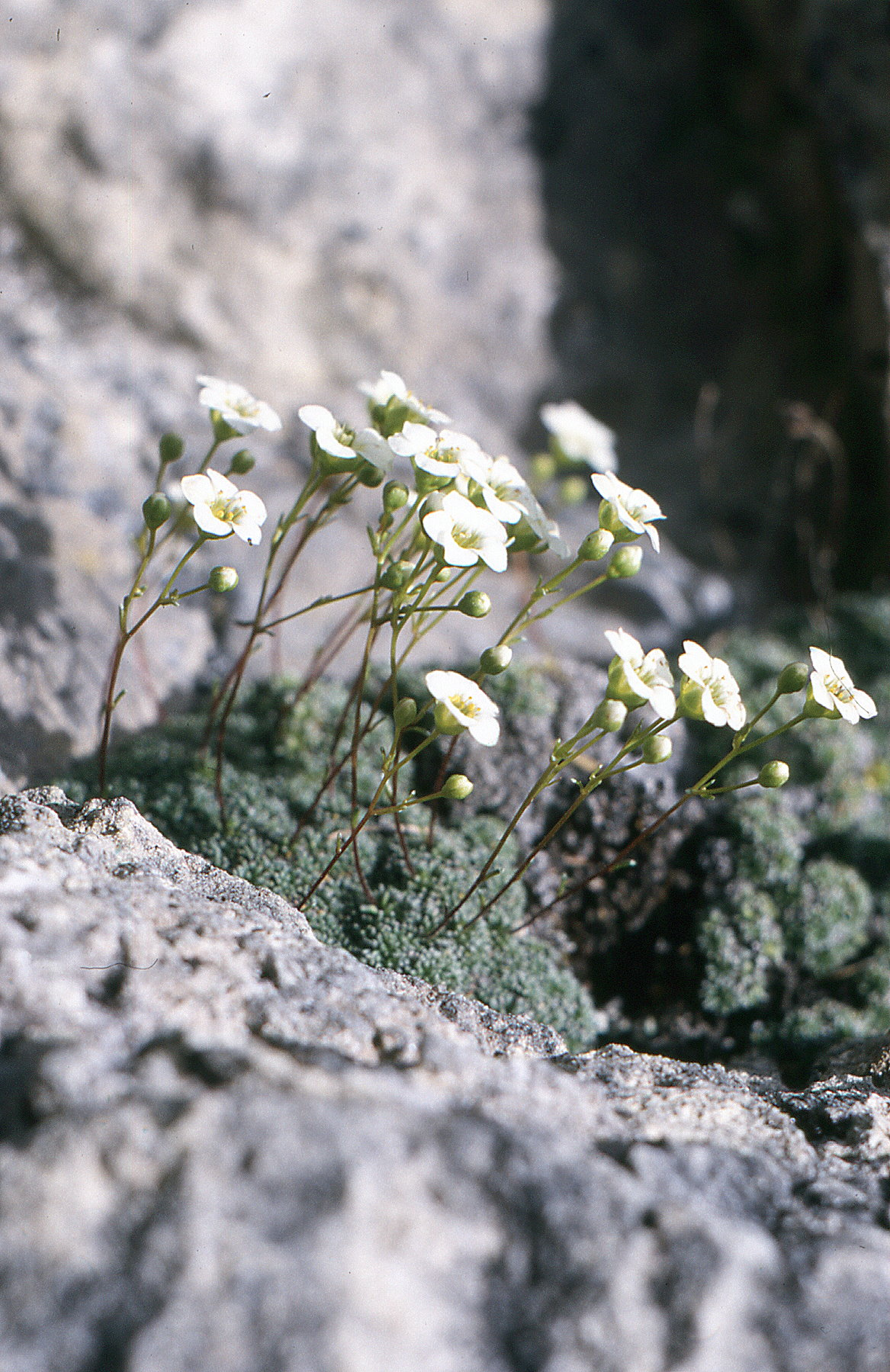
En su hábitat

## Descripción
Es una planta perenne, pulvinular-cespitosa, formada por numerosas rosetas de  0,4-0,7(1) cm de diámetro, con indumento de glándulas esféricas o ± planas, granates –a veces incoloras–, sésiles y estipitadas y, sobre todo, pelos pluriseriados, glandulíferos y no glandulíferos. Tallos floríferos de hasta 10 cm, terminales, erectos, con pelos glandulíferos dispersos (de  0,5 mm). Hojas basales (2)3-5 x 0,75-1,25(1,5) mm, imbricadas, linear-elípticas o ligeramente linearespatuladas, rígidas, muy recurvadas, con haz plano y envés marcadamente aquillado, agudas o subagudas, con ápice provisto de un hidátodo por el haz, con márgenes –no hialinos– provistos de 5-9 hidatodos muy marcados y simétricamente distribuidos, glabras excepto en la base, la cual presenta pelos no glandulíferos rígidos (de menos de 0,5 mm), glaucas a causa de la fina capa calcárea que las cubre; hojas de los tallos floríferos (1)3-5(6), erecto-patentes, algo menores que las basales, glabras por el haz y parte apical del envés, con densos pelos no glandulíferos y, sobre todo, glandulíferos en los márgenes y por la parte proximal del envés. Inflorescencia en panícula umbeliforme, pauciflora, con (1)2-5(7) flores; brácteas similares a las hojas superiores; pie de la inflorescencia de longitud 3-5 veces mayor que la de esta. Hipanto densamente glanduloso-peloso. Sépalos 1-2 mm, deltoideos, obtusos o agudos. Pétalos 4-6 x (2)3-4 mm, obovados, con uña ± diferenciada, enteros, blancos. Ovario ínfero o casi; estilos c. 1 mm, insertos. Fruto globoso. Semillas 0,55-0,65 x 0,3-0,4 mm, con micropapilas y tubérculos. Tiene un número de cromosomas de 2n = 26*; n = 13*.

## Distribución
Se encuentra en suelos pedregosos, fisuras y rellanos de roquedos calizos; a una altitud de (1430)1800-2200(2500) metros en las montañas del C y Sur de Europa (Pirineos, Cárpatos, Alpes, Apeninos, Balcanes, etc.). 

## Taxonomía
Saxifraga caesia fue descrita por Carlos Linneo y publicado en Species Plantarum 399.  1753.
Etimología
Saxifraga: nombre genérico que viene del latín saxum, ("piedra") y frangere, ("romper, quebrar"). Estas plantas se llaman así por su capacidad, según los antiguos, de romper las piedras con sus fuertes raíces. Así lo afirmaba Plinio, por ejemplo.
caesia: epíteto latino que significa "azul-gris".
Sinonimia
- Chondrosea caesia (L.) Haw.
- Chondrosea patens Haw.
- Evaiezoa caesia (L.) Raf.
- Saxifraga recurvifolia Lapeyr.[5]

Híbrido
- Saxifraga x forsteri	?
- Saxifraga x patens
- Saxifraga x saleixiana
- Saxifraga x tiroliensis

Cultivares
- Saxifraga caesia 'Col Bianca'
- Saxifraga caesia 'Corna Bianca'
- Saxifraga caesia 'Guggerbach'
- Saxifraga caesia 'Monte Baldo'
- Saxifraga caesia 'Tremalzo'
- Saxifraga caesia 'Val di Bondo'